# Miss Sticky-Moufie-Kiss
Miss Sticky-Moufie-Kiss è un cortometraggio muto del 1915 diretto da Sidney Drew.

## Trama
Wade, giovane maritino, è felice di essere al centro di tutte le attenzioni della sua sposina. Ben presto, però, si rende conto che lei, appiccicosa all'estremo, non solo non lo molla neanche per un minuto ma gli propina leziose moine condite da un linguaggio infantile che scuote i nervi del povero Wade.

## Produzione
Il film fu prodotto dalla Vitagraph Company of America.

## Distribuzione
Distribuito dalla General Film Company, il film - un cortometraggio in una bobina - uscì nelle sale cinematografiche statunitensi l'8 ottobre 1915. Esiste copia della pellicola in un positivo 16 mm.